# NAB 쇼

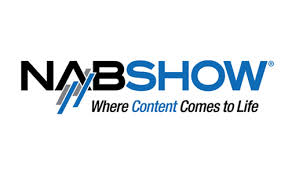

NAB 쇼(NAB Show)는 미국 방송 연맹(National Association of Broadcasters)이 주최하는 연례 견본시이다. 이 행사는 4월에 열리며, 1991년부터 네바다 라스베이거스의 라스베이거스 컨벤션 센터에서 개최되었다. 이 쇼의 슬로건은 "콘텐츠가 살아나는 곳"이다. NAB 쇼는 미디어, 엔터테인먼트, 기술 분야에서 가장 큰 쇼이다. NAB 쇼는 방송 TV, 라디오, 프로덕션, 포스트 프로덕션, 뉴스 수집, 스트리밍, 케이블 TV, 위성 TV, 영화 복원, 데이터 저장, 데이터 관리, 일기 예보, 산업 TV, FX, CGI, 연결 미디어, 사이버 보안 등을 다룬다. 2016년 NAB에는 161개국에서 103,000명의 참가자와 1,806개 이상의 전시업체가 참여했다. 공식 컨벤션 센터 전시장에는 포함되지 않는 라스베이거스 호텔 내 전시업체도 있다. 전시업체 부스 외에도 강연, 패널 토론, 워크숍이 진행된다. 2017년에는 200개 이상의 세션이 있을 예정이다. 1991년 이전에는 애틀랜타 (1990), 워싱턴 D.C., 시카고, 뉴욕, 애틀랜틱 시티, 댈러스, 클리블랜드, 신시내티, 로스앤젤레스, 휴스턴, 샌프란시스코, 세인트루이스, 웨스트버지니아주 화이트 설퍼 스프링스 등 여러 도시로 옮겨 다니며 개최되었고, 한 번은 웨스트베이든스프링스에서 개최되기도 했다.

## 역사
최초의 NAB 쇼는 1923년 뉴욕에서 개최되었다.

## 쇼 하이라이트

### 2008
2008년 NAB 쇼는 4월 11일부터 17일까지 라스베이거스에서 열렸다. 이 쇼에서는 콘텐츠 센트럴(Content Central)이라는 새로운 기술 파빌리온이 소개되었는데, 여기에는 IPTV, 모바일 콘텐츠와 같은 신흥 방송 기술 및 로스앤젤레스에서 실시간 3D 전송에 대한 포럼과 기업들이 참여했다. 미국 방송 연맹 회장 겸 CEO 데이비드 K. 레어는 세 번째 산업 현황 연설을 했고, 이어서 배우, 프로듀서, 활동가인 팀 로빈스가 개막 기조연설을 통해 미디어 "심연"을 비난하며 "우리는 산업으로서, 그리고 국가로서 심연에 처해 있다"고 말했다.

### 2009
2009년 NAB 쇼는 4월 18일부터 23일까지 라스베이거스 컨벤션 센터와 라스베이거스 힐튼에서 열렸다. 이 쇼에는 83,842명의 등록 참가자가 모였고, 그 중 23,232명은 해외 참가자였으며 1,246명은 언론 매체였다. 전시업체로는 어도비, 캐논, JVC, 마이크로소프트, SAT-GE, 텍트로닉스, 3M, 알테라, 시스코 시스템즈, 버라이즌 커뮤니케이션스, 자일링스와 같은 기존 업체와 퀄스타, 보겐 이미징, 데이포트, LEN, 트릴리딕, 옐로브릭과 같은 유망 업체들이 포함되었다. 치어스와 프레이저 (시트콤)에 출연한 배우 켈시 그래머는 4월 20일 제1회 텔레비전 회장상을 수상했다.

### 2010
2010년 NAB 쇼는 4월 10일부터 15일까지 라스베이거스 컨벤션 센터에서 열렸다. 에미상 후보에 오른 빅뱅 이론 배우 짐 파슨스는 이론 물리학자 셸던 쿠퍼 역할로 NAB 텔레비전 회장상을 수상했다. 이 시상식은 4월 12일 라스베이거스 힐튼에서 열린 NAB 텔레비전 오찬에서 진행되었다. 4월 13일에는 "광고 및 엔터테인먼트 언박싱: 트랜스미디어 경험 구축"이라는 제목의 슈퍼 세션이 열렸다. 패널 전문가로는 히어로즈와 로스트의 작가/프로듀서인 제시 알렉산더, 크리에이티브 에이전시 빅 스페이스십의 전략 책임자인 아이반 애스크위스 ("팀 버튼 at MOMA," "더 밀리언 베이비 크롤"), 왓치맨, 킹스 ARGs의 수석 디자이너이자 설립자인 엘란 리, 엔터테인먼트 마케팅 에이전시 캠프파이어의 공동 설립자이자 전무 이사(수석 크리에이티브 디렉터)인 마이크 모넬로 (트루 블러드, "디스커버리 채널: 샤크 위크), 그리고 고스트 위스퍼러의 총괄 프로듀서인 이안 샌더가 포함되었다. 20세기 폭스 텔레비전의 게리 뉴먼과 데이나 월든 임원은 기술적 격변기에 TV 스튜디오가 직면한 기회와 도전에 대해 논의하며 4월 12일 기조연설을 했다. 로스앤젤레스 타임스의 비즈니스 기자 조 플린트가 사회를 맡았다. 만화책 전설인 스탠 리는 4월 14일에 패널 토론을 진행했으며, 상당한 3D가 존재했다. 3리티는 소니 부스에서 3D 장비를 시연했고, 엘리먼트 테크니카, 파나소닉, P+S 테크니카, 캐논 방송도 참여했다. 드림웍스 애니메이션의 대표인 제프리 캐천버그는 타이탄 리메이크를 3D로 급하게 전환하기로 결정하면서 박스오피스에 3D가 미치는 영향에 대한 "공개 대화"를 위해 막판에 예약되었다.

### 2011
2011년 NAB 쇼는 4월 9일부터 14일까지 라스베이거스 컨벤션 센터에서 열렸다. 올해 NAB는 미디어 소비가 더욱 디지털화되고 연결되었다는 점을 강조했다. 여기에는 TV 에브리웨어 전략, 모바일 TV, 그리고 셋톱박스가 어떻게 관련성을 유지할 것인지에 대한 논의가 포함되었다. 소셜 TV 역시 쇼에서 떠오른 주제였다. 이러한 추세는 연결된 TV 행동 채택과 소셜 미디어 사용과 밀접하게 관련되어 있다.

### 2012
2012년 NAB 쇼는 4월 14일부터 19일까지 라스베이거스 컨벤션 센터에서 열렸다. 2012년에는 4K 비디오, ISP 콘텐츠 전송, 그리고 특수 효과 기술의 진화가 강조되었다. 넷플릭스는 TV 쇼 못말리는 패밀리의 복귀를 발표했으며 베티 화이트는 NAB 텔레비전 명예의 전당에 헌액되었다. 오찬에는 게리 마셜, 밥 유커 그리고 도니 오즈먼드가 참석했다. 스티븐 더브너와 테리 해처가 쇼의 개막을 알렸다. 제임스 카메론이 쇼에 다시 참여했으며, 롭 레가토는 영화 휴고와 타이타닉을 논의했고, 포스트|프로덕션 월드 컨퍼런스에서는 스티브 워즈니악의 기대되는 기조연설이 있었다.
"스타트업 로프트(StartUp Loft)"는 기술, 엔터테인먼트, 미디어 분야의 새로운 스타트업 기업들을 전시하는 NAB 쇼의 전시 공간이다.
스타트업 로프트는 2012년 NAB 쇼에서 시작되었다.

### 2013
2013년 NAB 쇼는 4월 6일부터 11일까지 라스베이거스 컨벤션 센터에서 열렸다. NAB 쇼는 2nd 스크린 소사이어티(2nd Screen Society)가 선보이는 최초의 2nd 스크린 (세컨드 스크린) 일요일을 개최했다. 참가자들은 또한 영화 오블리비언과 오즈 그레이트 앤드 파워풀의 제작 비하인드 스토리를 엿볼 기회를 가졌다. 낸시 오델이 진행한 텔레비전 오찬에서는 아메리칸 아이돌이 텔레비전 명예의 전당에 헌액되었으며, 랜디 잭슨이 참석하고 크리스 도트리의 라이브 공연이 있었다.
체이스 캐리(Chase Carey)는 밥 쉬퍼, 그레그 월든(오리건주-2) 하원의원, 디나 타이터스(네바다주-1) 하원의원과 함께 쇼 개막에 참여했다. 2013년 NAB 쇼에서는 고든 H. 스미스(Gordon H. Smith) 상원의원과 버라이즌 CEO 로웰 매캐덤 간의 대화도 진행되었다. 추가 연사로는 찰스 볼든, 줄리어스 제나초프스키, 톰 그린, 펜 질렛, 존 랜다우, 데이브 램지, 존 테쉬가 있었다.

### 2014
2014년 NAB 쇼는 4월 5일부터 10일까지 라스베이거스 컨벤션 센터에서 열렸다.
159개국에서 98,000명 이상의 참가자가 1,700개 이상의 기업 전시를 보러 왔다.
2014년 NAB 쇼는 "스타트업 로프트" 실험을 계속했다.

### 2016
2016년 NAB 쇼는 4월 16일부터 21일까지 라스베이거스 컨벤션 센터에서 열렸다. 참가자 수는 103,000명을 넘어섰고 1,874개 기업이 참여했다.
이 행사에서 영화 컬러리스트를 위한 전문 조직인 컬러리스트 소사이어티 인터내셔널(Colorist Society International)이 설립되었다.

### 2017
2017년 NAB 쇼는 4월 22일부터 27일까지 라스베이거스 컨벤션 센터에서 160개국 이상에서 103,000명의 참가자와 1,700개 이상의 전시업체와 함께 열렸다.

### 2018
2018년 NAB 쇼는 4월 7일부터 12일까지 네바다주 라스베이거스 라스베이거스 컨벤션 센터에서 열렸다.

### 2019
2019년 NAB 쇼는 4월 8일부터 11일까지 네바다주 라스베이거스 라스베이거스 컨벤션 센터에서 열렸다.

### 2020
2020년 NAB는 4월 18일부터 22일까지 네바다주 라스베이거스 라스베이거스 컨벤션 센터에서 열릴 예정이었다. 하지만 네바다주의 코로나19 범유행으로 인해 취소되었다.

### 2021
2020년 9월, 2021년 NAB 쇼는 코로나19로 인해 2021년 10월 9일부터 13일로 연기되었으며, "팬데믹이 여전히 심각한 위협이며 미국에서 통제되기까지는 내년 한참이 될 것"이라고 밝혔다.
그러나 모든 참가자가 코로나19 백신 접종을 완료해야 하며 미국 질병통제예방센터(CDC)가 권장하는 기타 완화 조치를 시행할 계획을 발표했음에도 불구하고, 다수의 주요 공급업체(캐논, 파나소닉, 로스 비디오, 소니 포함)는 쇼에 참여하지 않겠다고 발표했다. 2021년 9월 15일, NAB 쇼는 델타 변이에 대한 우려와 2022년 쇼에 집중하려는 의도를 이유로 다시 한번 취소되었다.

### 2022
NAB 쇼는 2022년 4월 23일 라스베이거스 컨벤션 센터에서 개막하여 코로나19로 인한 2년 간의 공백 끝에 전통적인 봄 개최지로 돌아왔다. 미국 방송인 협회(NAB)는 잠정 등록 참가자 수가 52,468명이라고 발표했다. 신임 NAB 회장 겸 CEO 커티스 르게잇(Curtis LeGeyt)은 산업 현황 연설을 했다. 정책 측면에서 르게잇은 무역 단체의 기존 방송 회원사에 대한 지원을 약속했다. 그는 의회에 "지역 뉴스의 경제를 억압하는 거대 기술 기업의 게이트키핑 능력을 제어하기 위한 조치"를 취할 것을 촉구했다. 그는 국회의원과 규제 당국에 "시장의 현실을 반영하여 미디어 소유권 법규를 현대화"하고, FCC에 "방송 정책 전반에 대한 사고방식을 재정립"할 것을 요구했다. 또한 그는 지역 라디오 방송국에 대한 새로운 공연료에 반대하는 지역 라디오 자유법에 대한 의회의 지지를 독려했다.

## 주요 최초 기록
- 최초의 HDTV 방송.[28]
- 레드 디지털 시네마 카메라의 첫 공개.[29]
- 1977년 워싱턴 D.C.에서 1인치 A 및 B 포맷 VTR이 전시되었다.[3]